# Jean Roux
Jean Roux (Ginebra, 5 de marzo de 1876 - 1 de diciembre de 1939) fue un zoólogo, botánico, herpetólogo, y briólogo suizo.

## Biografía
Estudió en la Universidad de Ginebra, completando en 1899, su tesis doctoral. Sus primeras investigaciones implicaron estudios de protozoa, y siguiendo el trabajo posdoctoral en Berlín, se convirtió en curador en el Museo de historia natural en Basilea. A continuación, realizó análisis de muestras herpetológicas recogidas por Fritz Müller, su predecesor en Basilea.
En 1907-1908, con Hugo Merton, llevaron a cabo investigación científica en las islas Aru Aru y islas Kei, y en 1911-12, con Fritz Sarasin, visitando Nueva Caledonia y la Islas de la Lealtad. Como resultado de esta última expedición, publicó con Sarasin una gran obra titulada,  Nueva Caledonia. Forschungen en Neukaledonien und auf den Lealtad-Inseln. Investigaciones Científicas en Nueva Caledonia et aux iles Loyalty. Durante su carrera, fue autor de 35 trabajos sobre temas herpetológicas.

## Algunas publicaciones
- Les Reptiles de la Nouvelle-Caledonie et des Îles Loyalty (con Fritz Sarasin), 1913
- Nova Caledonia. Forschungen in Neu-Caledonien und auf den Loyalty-Inseln. Recherches scientifiques en Nouvelle-Calédonie et aux iles Loyalty. A. Zoologie (1913) A. Zoologie, v. I.[2]
- Nova Caledonia. Forschungen in Neu-Caledonien und auf den Loyalty-Inseln. Recherches scientifiques en Nouvelle-Calédonie et aux iles Loyalty. A. Zoologie (1915) A. Zoologie, v. II.[3]
- Mollusques terrestres de la Nouvelle-Calédonie et des îles Loyalty. CW Kreidel, 1923 (con Philippe Dautzenberg y Fritz Sarasin)
- Crustacés décapodes d'eau douce de la Nouvelle-Calédonie par Jean Roux. CW Kreidel, 1926.

## Eponimia
En 1913 describió al "emo eslizón de Roux" (Emoia loyaltiensis) y al "gecko gigante de Roux" (Rhacodactylus sarasinorum). Su nombre también se conmemora con una especie de eslizón Lipinia rouxi ( Hediger, 1934 ).
- (Bromeliaceae) Greigia rohwederi L.B.Sm.[5]